# Mouzahem Yahia
Pour les articles homonymes, voir Yahia.
Mouzahem Yahia né en 1975 à Alger, est un réalisateur  et producteur de films algérien.
En 1994, après des études en ingénierie hydraulique, ses premiers courts-métrages amateurs salués par la critique et récompensés en festival en Algérie et en Europe (Festival de Clermont Ferrand en 2001)

## Filmographie

### Cinéma
- 2001 : New Adventures 1[3]
- 2001 : New Adventures 2[4]
- 2003 : Oranges (البرتقال)[5]
- 2005 : 100% Vaches[6]
- 2008 : Mostefa Ben Boulaïd [7] film réalisé par Ahmed Rachedi
- 2009 : Créneau(x)[8] film réalisé par Nassim Khedouci
- 2016 : Lala-zbida[9]
- 2019 : Le Sang des loups[10] film réalisé par Amar Sifodil
- 2021 : Yed Meriem[11]

### Feuilleton
- 2010 : Saad El-Gat[12]
- 2020 : Timoucha[13]
- 2023 : Eddama
- 2024 : El Berani[14]

### Documentaire
- Sidi Boumediene
- Tinhinan